# Kim Yoo-jung
Kim Yoo-jung (hangul: 김유정; nascida em 22 de setembro de 1999) é uma atriz sul-coreana. Estreou como modelo para uma marca de confeitaria aos quatro anos de idade. Após sua estreia como atriz em 2003, tornou-se uma das atrizes infantis mais requisitadas da Coreia. Ganhou atenção do público por estrelar nas séries de televisão Dong Yi (2010), A Lua Abraça o Sol (2012), May Queen (2012), Golden Rainbow (2013), Secret Door (2014) e Angry Mom (2015). Também estrelou os filmes Commitment (2013), Thread of Lies (2014) e Circle of Atonement (2015). Apresentou o programa de música Inkigayo de novembro de 2014 a abril de 2016.
Ela assumiu seu primeiro papel principal no drama histórico-romântico Love in the Moonlight (2016) e estrelou o filme de comédia romântica "Because I Love You" (2017), o drama televisivo "Clean with Passion for Now" (2018), Backstreet Rookie (2020), o filme de suspense e mistério A Oitava Noite (2021), o drama histórico de fantasia e romance "Lovers of the Red Sky" (2021), o filme de romance adolescente "20th Century Girl" (2022) e o drama de fantasia e romance "My Demon" (2023-2024).
Kim recebeu o apelido de "Nation's Little Sister" (Irmãzinha da Nação) por interpretar vários papéis infantis e "Sageuk fairy" (Fada do Sageuk) por atuar em diversos dramas históricos aclamados ao longo da carreira. Além disso, conquistou os apelidos de "Nation's First Love" (Primeiro Amor da Nação) e "Global First Love" (Primeiro Amor Global) após sua atuação adorada em "20th Century Girl". Em 2017, ela ficou em 8º lugar na lista de celebridades poderosas da Forbes Korea, sendo a mais jovem a entrar no Top 10 aos 17 anos.

## Infância e educação
Kim nasceu em Seongdong District, Seul, Coreia do Sul, em 22 de setembro de 1999 como a caçula de três irmãos. Sua irmã mais velha, Kim Yeon-jung, estreou como atriz em 2017.
Kim estudou na Goyang High School of Arts e se formou em janeiro de 2018. Ela adiou a realização do College Scholastic Ability Test nacional em 2017 para se concentrar em sua carreira de atriz.

## Carreira

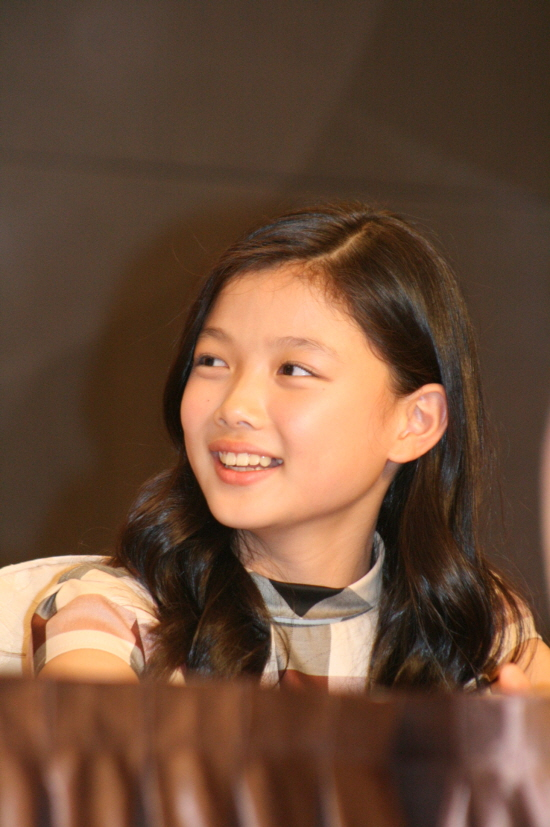
Kim em julho de 2010

### 2003-2011: Primeiros passos como atriz mirim
Após a estreia de Kim como atriz aos 4 anos, ela rapidamente se tornou uma das atrizes infantis mais requisitadas da Coreia. Quando cursava o quinto ano do ensino fundamental, Kim já havia participado de 13 dramas de TV e 15 filmes.
Em 2008, ela recebeu seu primeiro prêmio de atuação como "Melhor Atriz Infantil" pela série de ação e aventura Iljimae e pelo drama histórico Painter of the Wind. Isso foi seguido por aclamadas performances em Dong Yi (2010) e Flames of Desire (2010). Grudge: The Revolt of Gumiho (2010) marcou o primeiro papel principal de Kim que não era a versão infantil da protagonista feminina.

### 2012-2014: Popularidade crescente
A popularidade dela decolou em 2012 com o drama de fantasia e época A Lua Abraça o Sol, que reuniu Kim com seu colega de elenco de Grudge: The Revolt of Gumiho, Lee Tae-ri, e Yeo Jin-goo, de "Iljimae". A Lua Abraça o Sol ultrapassou a marca de 40% de audiência e ganhou o status de "drama nacional". Por sua excelente interpretação da jovem protagonista, ela foi indicada a Melhor Nova Atriz no  48º Baeksang Arts Awards e ganhou o Prêmio de Melhor Atriz Jovem no 1º K-Drama Star Awards e no MBC Drama Awards 2012. Em seguida, ela teve uma atuação bem recebida em May Queen (2012), um papel coadjuvante no filme Commitment (2013) e no drama familiar Golden Rainbow (2013).
Em 2014, a atuação de Kim como uma valentona adolescente em Thread of Lies recebeu aclamação da crítica e lhe rendeu uma indicação de Melhor Nova Atriz no Blue Dragon Film Awards. Em seguida, ela interpretou uma cantora funerária tradicional (ou "gok-bi") na antologia Drama Special, de um único episódio. Também foi escalada para o filme de suspense e terror Room 731, um trabalho de conclusão de curso de graduação em inglês do cineasta Kim Young-min da USC.  Isso foi seguido por um papel principal no drama de época Secret Door. Kim também começou a apresentar o programa de música Inkigayo em novembro de 2014 e deixou o programa em abril de 2016.

### 2015–2022: Transição para funções de liderança

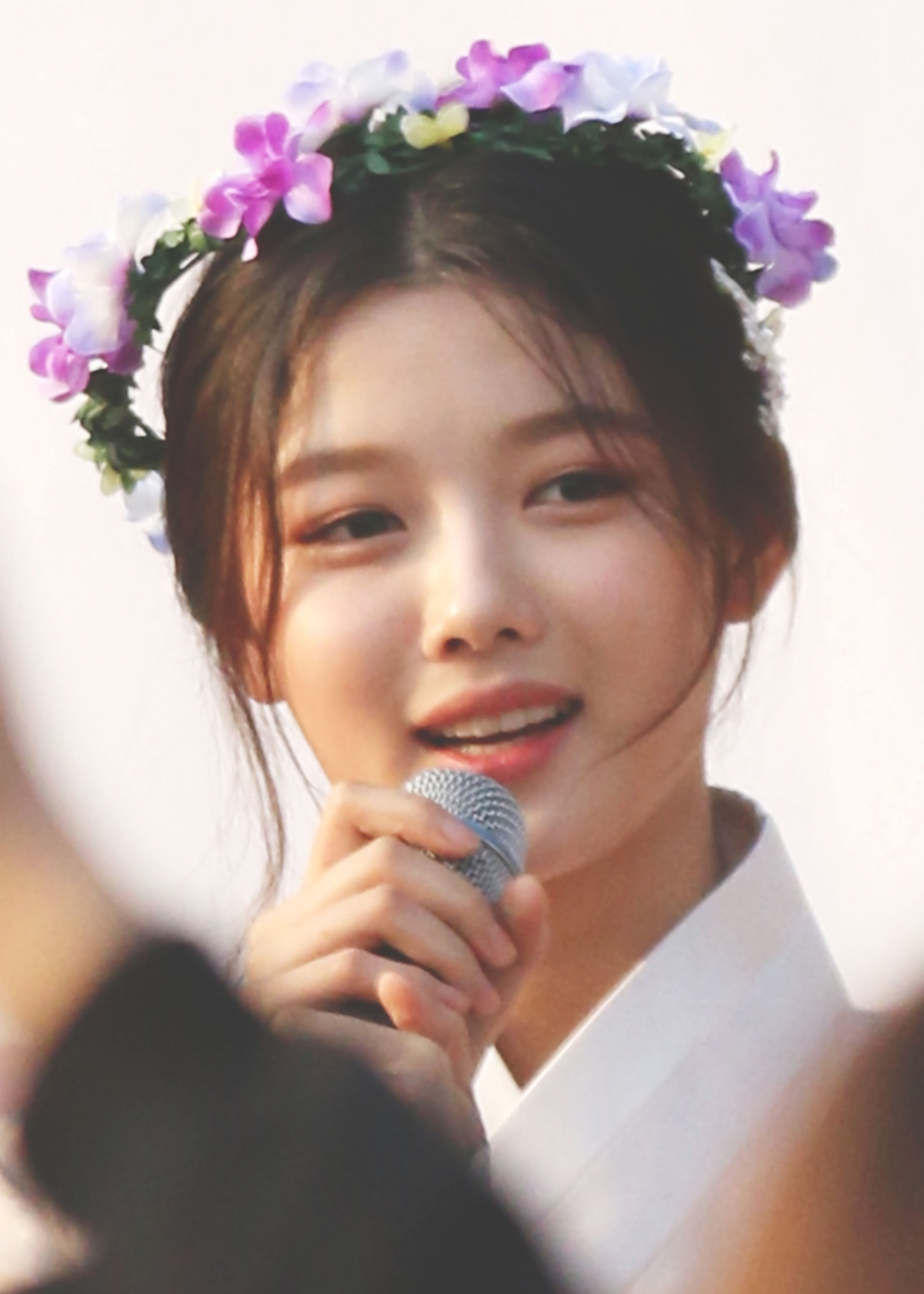
Kim em um evento de autógrafos de Love in the Moonlight em outubro de 2016

Em 2015, ela estrelou a série de televisão Angry Mom que abordava o bullying e a violência escolar. No mesmo ano, ela reprisou seu papel como uma gata que vira mulher em Love Cells, uma websérie de duas temporadas adaptada do webtoon de mesmo nome, e interpretou a filha de um assassino no filme de suspense Circle of Atonement.
Em agosto de 2016, Kim estrelou seu primeiro papel principal adulto no drama histórico juvenil Love in the Moonlight como Hong Ra-on - uma menina criada como menino e que eventualmente se tornou um eunuco do Príncipe Herdeiro de Joseon, interpretado por Park Bo-gum. Um sucesso nacional, Moonlight atingiu um pico de audiência de 23,3% e sua popularidade foi chamada de "Síndrome de Moonlight". Kim ganhou o prêmio de "Excelência em atuação feminina em drama de média duração" por retratar a heroína travestida de Moonlight no 30º KBS Drama Awards.
Em 2017, ela coestrelou com Cha Tae-hyun o filme de comédia romântica Because I Love You. Kim também teve seu primeiro encontro de fãs no exterior com Taipé, Taiwan, como primeira parada, no ATT Show Box em 4 de fevereiro de 2017.
Em 2018, Kim estrelou o drama de comédia romântica Clean with Passion for Now, baseado no webtoon de mesmo nome. Ela interpretou uma funcionária de uma empresa de limpeza que não se importa com a sujeira.
Em 2020, Kim foi escalada para o drama de comédia romântica Backstreet Rookie, ao lado de Ji Chang-wook, baseado em um webtoon de mesmo nome, e interpretou o papel de uma ex-encrenqueira do ensino médio que se torna funcionária de meio período em uma loja de conveniência. Dizem que a atriz está frequentando uma escola de ação para realizar suas próprias cenas de dublê e a equipe de produção declarou: "Kim tem trabalhado duro em cenas de luta e ação com cabos para seu papel como Jung Saet-byul. Por favor, antecipem a transformação única que Kim vai passar".
Durante o 2020 SBS Drama Awards realizado em 31 de dezembro de 2020, Kim foi escolhida para ser a apresentadora principal junto com Shin Dong-yup. No mesmo evento, Kim recebeu o Prêmio de Excelência, Atriz em Minissérie de Fantasia/Romance pelo seu excelente retrato de seu papel como Jung Saet-byul na série Backstreet Rookie.

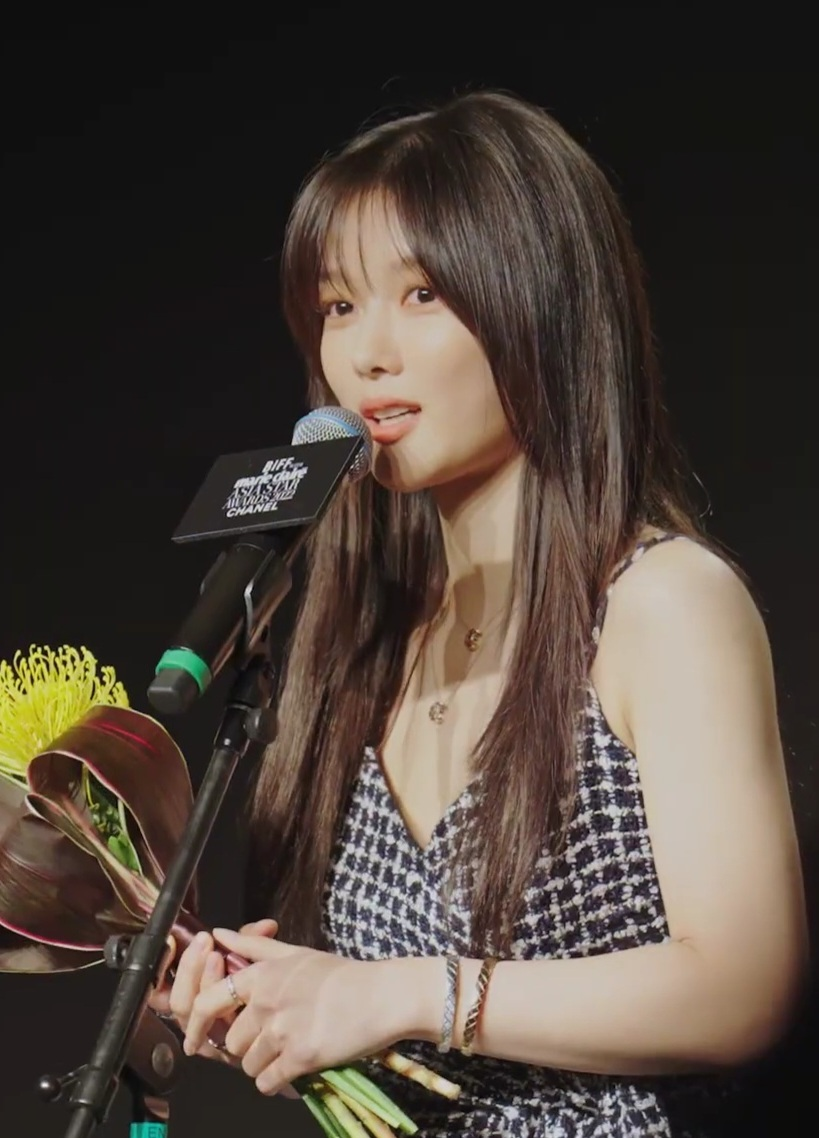
Kim no BIFF Asia Star Awards em outubro de 2022

Em dezembro de 2020, Kim foi confirmada para o papel principal feminino no drama de fantasia histórica Lovers of the Red Sky, adaptado do romance escrito por Jung Eun-gwol. O drama estreou em agosto de 2021 na SBS TV e Kim interpretou o papel titular de Hong Chun-gi, a única pintora da dinastia Joseon, ao lado de Ahn Hyo-seop como Ha Ram, um astrólogo cego. A série reuniu Kim com o diretor Jang Tae-yoo depois de 13 anos de Painter of the Wind (2008), onde Kim interpretou a contraparte infantil do protagonista.
Em 2021, Kim apareceu no suspense policial A Oitava Noite da Netflix, no papel de uma médium enigmática. Em dezembro de 2021, ela fez uma participação especial no episódio final da série de televisão One Ordinary Day da Coupang Play. No final de 2021, Kim apresentou o "2021 SBS Drama Awards" com Shin Dong-yup pelo segundo ano consecutivo, recebendo o Prêmio de Top Excelência, Atriz em Minissérie de Gênero/Drama Fantasia e ganhando o Prêmio de Melhor Casal com Ahn Hyo-seop pelo drama Lovers of the Red Sky no mesmo evento.
Em 2022, Kim se reuniu com o diretor e o elenco de Love in the Moonlight no programa de entretenimento de viagem da TVING, Young Actors' Retreat. No mesmo ano, ela apareceu no filme da Netflix 20th Century Girl, interpretando o papel principal de Na Bo-ra, de 17 anos, em 1999.

### 2023: Estreia no teatro

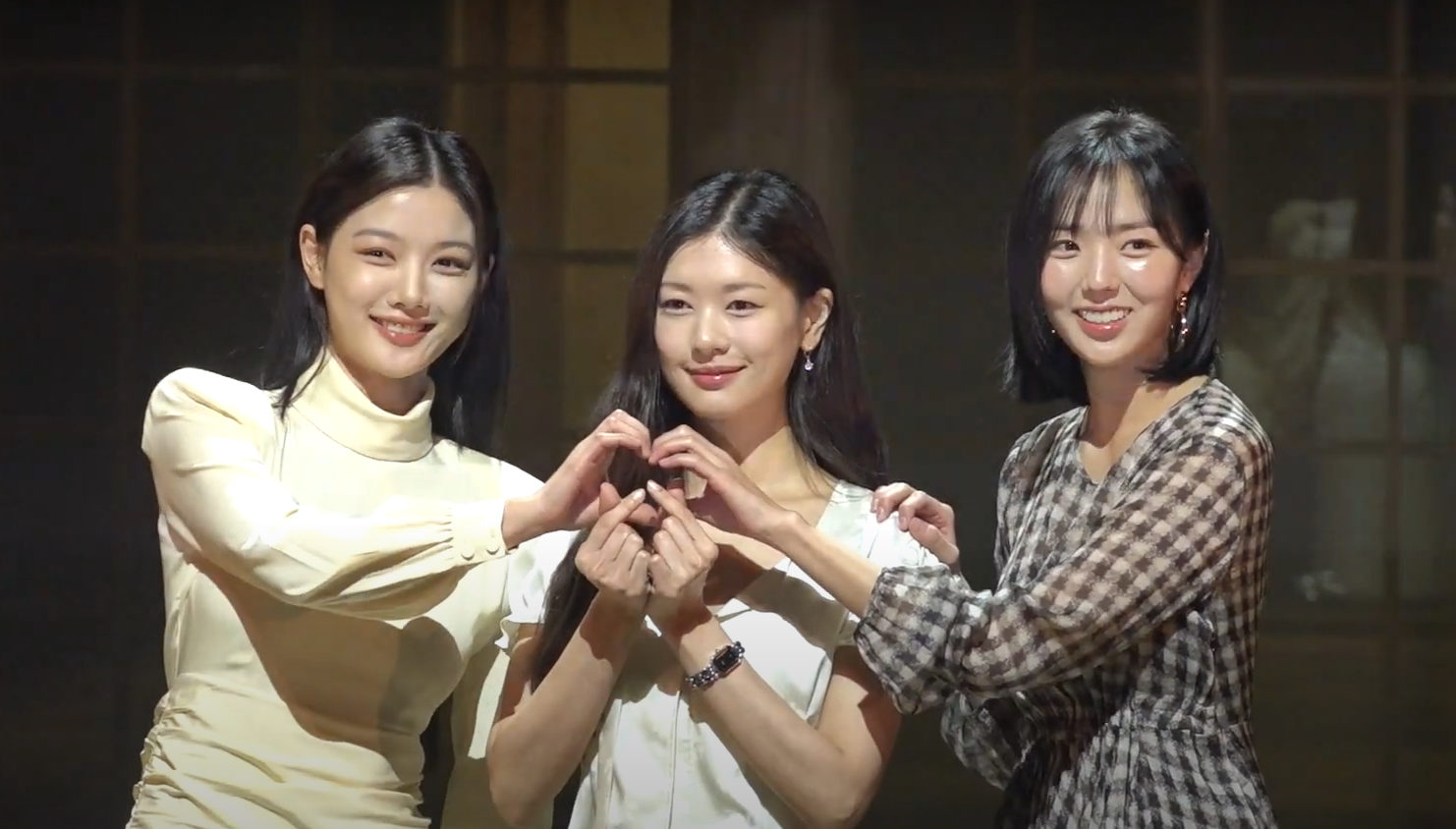
Shakespeare Apaixonado escalado na coletiva de imprensa em 7 de fevereiro de 2023 (LR): Kim Yoo-jung, Jung So-min e Chae Soo-bin

Kim fez sua estreia no teatro em janeiro de 2023, participando da peça de Kim Dong-yeon "Shakespeare in Love", adaptada do filme homônimo de 1998. Ela interpretou o papel de Viola de Lesseps, filha de um rico comerciante, que se disfarça de homem chamado Thomas Kent para se tornar atriz de teatro, o que era tabu para as mulheres na época. A peça recebeu críticas favoráveis e a atuação de Kim foi elogiada pela crítica e pelo público. Em março, ela fez uma aparição especial no filme de Jason Kim, My Heart Puppy, como Ah-min, uma garota deficiente que cuida de cães abandonados. Em janeiro de 2023, ela foi escalada para a próxima série de televisão da SBS, My Demon, onde interpretou Do Do-hee, uma herdeira chaebol. A série foi lançada em novembro de 2023. Em 2024, Kim fará uma aparição especial na série original da Netflix, Chicken Nugget. Interpretando a personagem Choi Min-ah, filha do presidente de uma empresa, ela se envolve em um mal-entendido cômico quando acredita erroneamente que uma nova máquina foi criada para aliviar seu cansaço e acidentalmente se transforma em um nugget de frango.

## Vida pessoal
Em fevereiro de 2018, foi revelado que Kim foi diagnosticada com disfunção da glândula tireoide e precisaria fazer uma pausa na carreira de atriz.

## Filantropia
Em agosto de 26 de 2010, Kim participou da campanha Kiss of Love, que vendia produtos produzidos pelo Seul Social Welfare Community Chest of Korea. Esses produtos usavam marcas de batom, autógrafos e caricaturas de celebridades para arrecadar fundos para apoiar a autossuficiência e a educação infantil de famílias de baixa renda.  Em dezembro de 2010, Kim e outros 33 atores da Sidus HQ participaram de um evento beneficente chamado "Calendário Hanbok Compartilhando Amor" para mostrar a beleza da Coreia através do Hanbok, o traje tradicional coreano. A renda das vendas foi doada para a Compassion Korea, uma organização de caridade infantil.
Em 2 de fevereiro de 2012, Kim se juntou a vários atores, formadores de opinião e modelos para participar de uma exposição fotográfica realizada pela Kolon Sport para sua coleção primavera/verão 2012. Os cachês dos modelos foram doados para ajudar pessoas necessitadas. Em 20 de abril, Kim distribuiu camisetas assinadas pela famosa estilista Kathleen Kye para participar de uma campanha de doação inteligente realizada pela Samsung Electronics durante o lançamento de sua smart TV na "Insight Exhibition". O objetivo era apoiar a continuidade dos talentos dos alunos da Escola Hanbit para Cegos. As roupas doadas também foram entregues para pessoas necessitadas. No dia 5 de maio, Kim e Yeo Jin-goo fizeram boas ações e emprestaram suas vozes para narrar o documentário 'New Life to Children' - Sookhyun's Picture Diary, uma transmissão ao vivo no programa especial da MBC para crianças com doenças raras e incuráveis, que vai ao ar no Dia das Crianças.
Kim leiloou uma capa de iPhone para um leilão beneficente realizado pela província de Gyeonggi e pelo portal da Daum, intitulado "Leilão da Campanha de Cuidado Infinito para o Amor da Vizinhança", de 9 a 16 de janeiro de 2013. A renda do evento do leilão foi usada para ajudar moradores carentes na província de Gyeonggi. Em 23 de novembro, fotos bonitas de Kim como voluntária foram reveladas, participando do projeto de caridade da revista de moda Elle, Share Happiness. É um projeto especial de colaboração beneficente que consiste em doações de papel da Elle, doação de talentos fotográficos de estrelas e fundo de auxílio de marcas. As doações arrecadadas em nome de Share Happiness seriam doadas integralmente para ajudar mulheres e crianças carentes na sociedade.
No dia 21 de agosto de 2014, Kim participou do Desafio do Balde de Gelo, uma campanha de arrecadação de fundos da ALS Association dos EUA para desenvolver tratamentos para "ELA" - também conhecida como doença de Lou Gehrig - e ajudar pacientes. Além de tomar um banho de água gelada, ela fez uma doação para a ALS Association. No dia 8 de outubro, Kim e outras estrelas coreanas doaram seu tempo participando da gravação da música da campanha "Talk About Love" para incentivar os cidadãos a participarem e unirem forças para resgatar refugiados climáticos na Tanzânia e Malawi, na África, que morriam devido aos efeitos das mudanças climáticas. Este projeto foi planejado e supervisionado conjuntamente pela Environment TV, uma organização internacional de ajuda humanitária.
Em 1º de junho de 2015, foi confirmado que Kim pretendia doar todos os seus ganhos como dubladora de Jun-hee no Human Documentary Love da MBC "Jin-sil Eomma II - Hwan-hee and Jun-hee's Adolescence para o Samhyewon, um Centro de Bem-Estar Infantil. Em 2014, ela havia estabelecido uma relação com a instituição de caridade doando lanches. Em dezembro de 2015, os atores Lee Ki-woo, Hong Jong-hyun e Kim se apresentaram para ajudar seus vizinhos a ter um inverno quente. Os três doaram 5.600 briquetes e os entregaram diretamente na Vila Baeksa em Junggyebon-dong, Nowon-gu. Em 7 de junho de 2018, Kim foi novamente indicada para oIce Bucket Challenge, mas doou ₩ 2.000.000 para o fundo e ₩ 100.000 para o fundo de construção do Hospital Lou Gehrig Care, citando motivos de saúde (hipotireoidismo). Kim tentou transmitir seus verdadeiros sentimentos em uma carta manuscrita e exerceu uma boa influência para que se desse muita atenção após a construção do Hospital Lou Gehrig Care.

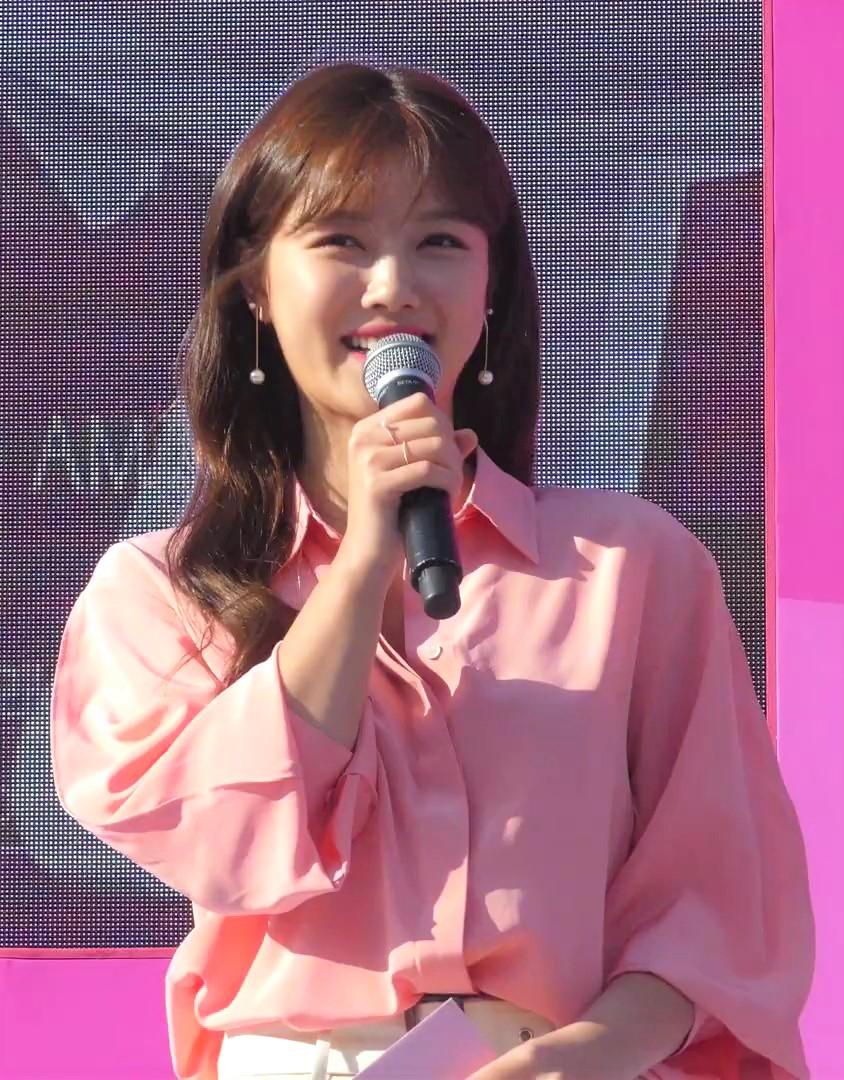
Kim na competição '2019 Pink Run' de Seul

Em abril de 2019, Kim fez doações para ajudar moradores de áreas afetadas pelo primeiro grande incêndio florestal na província de Gangwon. Em 13 de outubro, Kim fez doações para a 2019 Pink Run (Corrida Rosa 2019) de Seul, uma corrida que visa conscientizar sobre o câncer de mama. O valor total da inscrição foi doado para a Fundação Coreana de Saúde da Mama, para ser usado no apoio à cirurgia e ao rastreamento do câncer de mama. Em 27 de outubro, a ChildFund Korea revelou que Kim se tornou a 229ª patrona do Green Noble Club, composto por indivíduos que doaram uma grande quantia de pelo menos ₩ 100.000.000 (aproximadamente US $ 88.511). Kim, que se tornou a membro mais jovem do clube, continuou a fazer doações silenciosamente com um nome diferente desde sua estreia, doou dinheiro para ajudar crianças carentes devido à COVID-19, e o restante foi usado para financiar despesas médicas de crianças doentes.
Em 1º de outubro de 2021, Kim doou 30 milhões de won para apoiar crianças vítimas de crimes através da Fundação Infantil Green Umbrella. Esta doação foi feita por ocasião do aniversário de Kim. A doação será usada como subsídio emergencial para despesas de moradia, despesas médicas e despesas hospitalares para que crianças vítimas de crimes possam recuperar a saúde e ter uma vida saudável e feliz.
Em 13 de fevereiro de 2024, Kim doou ₩100 million para a Fundação Coreana do Câncer Pediátrico para tratar crianças que sofrem de câncer infantil, leucemia e doenças raras e intratáveis.

## Filmografia

### Discografia
| Título                                                         | Ano  | Álbum                |
| -------------------------------------------------------------- | ---- | -------------------- |
| "The Most Beautiful Christmas In My Life" (com Lee Byung-joon) | 2005 | Single avulso        |
| "I Love So Much"                                               | 2014 | Love Cells OST       |
| "We're Happy"                                                  | 2014 | Single avulso        |
| "Together as One" (com vários artistas)                        | 2016 | Hooxi, The Beginning |
| "Your Night, Your Star, Your Moon" (com Giriboy)               | 2021 | Dingo Record         |

## Embaixadora
| Ano  | Título                                                                  | Notas                                          | Ref.    |
| ---- | ----------------------------------------------------------------------- | ---------------------------------------------- | ------- |
| 2004 | Embaixadora da Associação Coreana de Pais Adotivos de Crianças          |                                                | [ 97 ]  |
| 2010 | Embaixadora do Jornal Infantil Cheong Wa Dae                            |                                                | [ 98 ]  |
| 2010 | Embaixadora Infantil da Food and Drug Administration (KFDA)             |                                                | [ 99 ]  |
| 2012 | Embaixadora da Juventude do Ministério da Igualdade de Gênero e Família | com Lee Tae-ri                                 | [ 100 ] |
| 2012 | Embaixadora Contra o Abuso Infantil de Gyeonggi                         |                                                | [ 101 ] |
| 2013 | Distintivo Nacional do Amor à Grande Árvore do 58º Dia da Memória       | Prêmio da presidente sul-coreana Park Geun-hye | [ 102 ] |
| 2014 | Embaixadora do Turismo de Seul                                          | com Jang Hyuk                                  | [ 103 ] |
| 2014 | 9ª Conferência dos Embaixadores Voluntários da Coreia                   |                                                | [ 104 ] |
| 2015 | 6º Festival Coreano de Compartilhamento                                 | com Oh Ji-ho                                   | [ 105 ] |

## Endossos
Depois de estrear em um comercial para a Crown Confectionery em 2003, Kim apareceu em uma série de comerciais para várias marcas como atriz infantil. Em 2012, após sua aparição em A Lua Abraça o Sol, ela se tornou modelo publicitária da Domino's Pizza com Kim Soo-hyun, apareceu em um comercial de máquina de lavar para a Samsung Electronics com Han Ga-in, se tornou o rosto de um laticínio da Seoul Milk com Yeo Jin-goo e participou de um comercial de videogame para o Nintendo 3DS com Kim So-hyun.
Em 2017, Kim se tornou modelo da marca para a FILA, fabricante de roupas esportivas sul-coreana, e promoveu a marca até 2022. Em 2018, ela se tornou modelo da marca de cosméticos Laneige. Em 2021, ela foi selecionada como modelo publicitária para lentes de contato Alcon e Torretta - uma bebida suplemento alimentar de água/íon da Coca-Cola. Em janeiro de 2022, Kim participou de um comercial de 7 minutos chamado Dark Farm para o Radian-C Cream da Laneige, que obteve 1,45 milhão de visualizações em 10 dias de seu lançamento. No mesmo ano, ela se tornou modelo publicitária do Hana Bank. Em agosto de 2022, a churrascaria BBQ anunciou que Kim seria seu novo rosto. Em agosto de 2023, a Nordisk, uma marca outdoor premium dinamarquesa, escolheu Kim como uma de suas modelos, juntamente com Ryu Jun-yeol e Choi Woo-sik.[123] Em novembro de 2023, ela foi selecionada como embaixadora da marca Couronne, uma marca de bolsas femininas de luxo. Em dezembro de 2023, ela foi nomeada modelo exclusiva da rede de ensino de inglês Adot English Academy e sua versão online Adot On.

## Prêmios e Indicações
| Cerimônia de premiação           | Ano  | Categoria                                                               | Indicação/Trabalho                                          | Resultado | Ref.           |
| -------------------------------- | ---- | ----------------------------------------------------------------------- | ----------------------------------------------------------- | --------- | -------------- |
| APAN Star Awards                 | 2012 | Melhor Atriz Jovem                                                      | A Lua Abraça o Sol                                          | Venceu    | [ 126 ]        |
| APAN Star Awards                 | 2016 | Melhor Atriz Revelação                                                  | Love in the Moonlight                                       | Venceu    | [ 127 ]        |
| APAN Star Awards                 | 2021 | Prêmio de Excelência, Atriz em Minissérie                               | Backstreet Rookie                                           | Indicado  | [ 128 ]        |
| APAN Star Awards                 | 2023 | Prêmio Atriz Popular                                                    | Kim Yoo-jung                                                | Pendente  | [ 129 ]        |
| Asia Artist Awards               | 2016 | Atriz Mais Popular                                                      | Love in the Moonlight                                       | Indicado  | [ 130 ]        |
| Asia Artist Awards               | 2016 | Prêmio Ícone de Drama                                                   | Love in the Moonlight                                       | Venceu    | [ 131 ]        |
| Asia Star Awards                 | 2022 | Rosto da Ásia                                                           | Kim Yoo-jung                                                | Venceu    | [ 132 ]        |
| Baeksang Arts Awards             | 2012 | Melhor Atriz Revelação – Televisão                                      | A Lua Abraça o Sol                                          | Indicado  |                |
| Baeksang Arts Awards             | 2017 | Atriz Mais Popular (TV)                                                 | Love in the Moonlight                                       | Venceu    | [ 133 ]        |
| Blue Dragon Film Awards          | 2014 | Melhor Atriz Revelação                                                  | Thread of Lies                                              | Indicado  |                |
| Fashionista Awards               | 2016 | Melhor Fashionista – Categoria Beleza                                   | Kim Yoo-jung                                                | Indicado  | [ 134 ]        |
| Fashionista Awards               | 2017 | Melhor Fashionista - Categoria tapete vermelho                          | Kim Yoo-jung                                                | Indicado  | [ 135 ]        |
| Grand Bell Awards                | 2006 | Melhor Atriz Revelação                                                  | All for Love                                                | Indicado  |                |
| Herald Donga TV Lifestyle Awards | 2012 | Ícone de Estilo Revelação                                               | Kim Yoo-jung                                                | Venceu    | [ 136 ]        |
| KBS Drama Awards                 | 2010 | Melhor Atriz Jovem                                                      | Grudge: The Revolt of Gumiho                                | Venceu    | [ 137 ]        |
| KBS Drama Awards                 | 2010 | Prêmio Netizen de Melhor Atriz                                          | Grudge: The Revolt of Gumiho                                | Indicado  |                |
| KBS Drama Awards                 | 2010 | Prêmio Melhor Casal                                                     | Kim Yoo-jung (com Seo Shin-ae) Grudge: The Revolt of Gumiho | Indicado  |                |
| KBS Drama Awards                 | 2014 | Melhor Atriz em Drama Especial/Peça Única                               | Drama Special: The Dirge Singer                             | Indicado  |                |
| KBS Drama Awards                 | 2016 | Prêmio Excelência Top, Atriz                                            | Love in the Moonlight                                       | Indicado  | [ 138 ]        |
| KBS Drama Awards                 | 2016 | Prêmio de Excelência, Atriz em Drama de Média Duração                   | Love in the Moonlight                                       | Venceu    | [ 138 ]        |
| KBS Drama Awards                 | 2016 | Melhor Atriz Revelação                                                  | Love in the Moonlight                                       | Indicado  | [ 138 ]        |
| KBS Drama Awards                 | 2016 | Prêmio Netizen de Melhor Atriz                                          | Love in the Moonlight                                       | Indicado  | [ 138 ]        |
| KBS Drama Awards                 | 2016 | Prêmio Melhor Casal                                                     | Kim Yoo-jung (com Park Bo-gum) Love in the Moonlight        | Venceu    | [ 138 ]        |
| Korea Drama Awards               | 2012 | Melhor Atriz Jovem                                                      | A Lua Abraça o Sol                                          | Indicado  |                |
| MBC Drama Awards                 | 2010 | Melhor Atriz Jovem                                                      | Dong Yi, Flames of Desire                                   | Venceu    | [ 139 ]        |
| MBC Drama Awards                 | 2012 | Melhor Atriz Jovem                                                      | A Lua Abraça o Sol, May Queen                               | Venceu    | [ 140 ]        |
| MBC Drama Awards                 | 2012 | Prêmio Popular                                                          | A Lua Abraça o Sol                                          | Indicado  |                |
| MBC Drama Awards                 | 2012 | Prêmio Melhor Casal                                                     | Kim Yoo-jung (com Yeo Jin-goo) A Lua Abraça o Sol           | Indicado  |                |
| MBC Drama Awards                 | 2015 | Prêmio Popular de Melhor Atriz                                          | Angry Mom                                                   | Indicado  |                |
| MBC Drama Awards                 | 2015 | Prêmio 10 Melhores Estrelas                                             | Angry Mom                                                   | Venceu    | [ 141 ]        |
| Mnet 20's Choice Awards          | 2012 | 20's Upcoming 20's                                                      | A Lua Abraça o Sol                                          | Indicado  |                |
| Pierson Movie Festival           | 2012 | Melhor Atriz Infantil                                                   | A Lua Abraça o Sol                                          | Venceu    | [ 142 ]        |
| Pierson Movie Festival           | 2014 | Prêmio Escolha da Tendência: Melhor Atriz                               | Kim Yoo-jung                                                | Venceu    | [ 143 ]        |
| SBS Drama Awards                 | 2008 | Melhor Atriz Jovem                                                      | Iljimae, Painter of the Wind                                | Venceu    | [ 15 ]         |
| SBS Drama Awards                 | 2014 | Prêmio Revelação                                                        | Secret Door                                                 | Venceu    | [ 144 ]        |
| SBS Drama Awards                 | 2020 | Prêmio Excelência, Atriz em Minissérie de Fantasia/Romance              | Backstreet Rookie                                           | Venceu    | [ 145 ]        |
| SBS Drama Awards                 | 2020 | Prêmio Melhor Casal                                                     | Kim Yoo-jung (com Ji Chang-wook) Backstreet Rookie          | Indicado  | [ 146 ]        |
| SBS Drama Awards                 | 2021 | Prêmio Melhor Casal                                                     | Kim Yoo-jung (com Ahn Hyo-seop) Lovers of the Red Sky       | Venceu    | [ 147 ] [ 52 ] |
| SBS Drama Awards                 | 2021 | Prêmio Excelência Top, Atriz em Minissérie de Gênero/Fantasia           | Lovers of the Red Sky                                       | Venceu    | [ 53 ]         |
| SBS Drama Awards                 | 2023 | Prêmio Excelência Top, Atriz em Minissérie de Romance/Comédia Dramática | My Demon                                                    | Venceu    | [ 148 ]        |
| SBS Drama Awards                 | 2023 | Prêmio Melhor Casal                                                     | Kim Yoo-jung (com Song Kang) My Demon                       | Venceu    | [ 149 ]        |
| Style Icon Asia                  | 2016 | Prêmio Jovem Incrível                                                   | Kim Yoo-jung                                                | Venceu    | [ 150 ]        |
| Yahoo! Asia Buzz Awards          | 2016 | Estrela Mais Comentada (Feminina)                                       | Kim Yoo-jung                                                | Venceu    | [ 151 ]        |

### Listagem
| Editora      | Ano  | Lista                            | Colocação | Ref.    |
| ------------ | ---- | -------------------------------- | --------- | ------- |
| Forbes       | 2017 | Korea Power Celebrity 40         | 8º        | [ 152 ] |
| Gallup Korea | 2016 | Gallup Korea's Actor of the Year | 4º        | [ 153 ] |
| Gallup Korea | 2021 | Gallup Korea's Actor of the Year | 17º       | [ 154 ] |

## Ligações Externas
- Sítio oficial (em coreano)
- Kim Yoo-jung (em inglês) no HanCinema
- Kim Yoo-jung. no IMDb.
- Kim Yoo-jung (em inglês) no Korean Movie Database